# Rinpocse

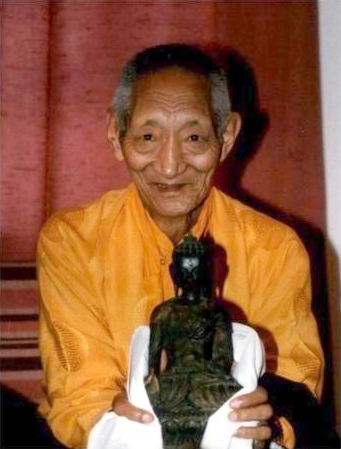
Kalu Rinpocse (1905 – 1989)

A rinpocse (másképp rimpocse) (tibeti: རིན་པོ་ཆེ་, Wylie: Rin-po-che) tibeti buddhista vallási tisztséget jelölő cím. Szó szerinti jelentése „ékkő”, „becses”, „értékes”. A cím tulkut jelöl, azaz inkarnált lámát, valamint olyan lámákat, akiket hivatalosan (leszármazási alapon) „csödzse lámája”-ként (Wylie: chos-rje bla-ma, „legfelsőbb Dharma-mester”) ismernek el.
Tibetben és Bhutánban, ha önállóan szerepel, Padmaszambhavára, vagyis Guru Rinpocsére utal, aki a tibeti buddhizmust elsőként a Himalájába hozta. „Dzse Rinpocse” formában Dzse Congkapára (Wylie: Rje Tsong-kha-pa), a gelug-iskola megalapítójára vonatkozik. A rinpocse a tulku díszítő jelzője; azt jelölik vele, aki önszántából született újra a szamszárában, hogy segítsen minden érző lényt a megvilágosodás ösvényén.
Néha a címet olyan spirituális tanítónak is adják, aki nem tulku, de tanítványai körében nagy tiszteletnek örvend.
Mivel a címet hagyományosan túl nagy általánosságban alkalmazzák, gyakran alig több, mint tiszteletbeli titulus, különösen ha önkényesen használják.[forrás?]

## Rinpocse-la
Olykor a rinpocse titulus mellé szokták tenni a „la” szócskát. Használatakor tudni kell, hogy földrajzi és rangbeli meghatározással egyaránt bír. Olyanokra alkalmazzák, akik Közép-Tibetből származnak és rangban nem (vagy alig) állnak magasabban; így működik a tulkunál és a kenpónál is: Tulku-la, Khenpo-la. Jóval magasabb rangú személyre nem használják. A Khamból és Amdóból származó szerzetesek esetében egyáltalán nem is szabad hozzátenni a „la”-t.

## Bibliográfia
- Új tibeti-angol szótár – Melvyn C. Goldstein(szerkesztő) ISBN 0-520-20437-9